# Ultimate 3D
Ultimate 3D, auch bekannt unter dem Namen U3D, ist eine freie 3D-Engine für den Game Maker. Ab Version 3.0 soll sie allerdings eigenständig werden, nicht mehr für den Game Maker. Die von Christoph Peters in C++ programmierte Grafik-Engine benutzt DirectX 8.1 und darf völlig frei, auch kommerziell, verwendet werden.

## Merkmale
Ultimate 3D wurde als einfach zu benutzende 3D-Engine für die Software Game Maker entworfen. Zur Zeit der ersten Versionen von Ultimate 3D konnte Game Maker nur 2D-Grafiken rendern und Ultimate 3D bot einen geringen Funktionsumfang, um dies zu ändern. Ab der Version 2.0 unterstützt Ultimate 3D eine Vielzahl von Funktionen, um auch komplexere 3D-Grafik darstellen zu können. Hier ist eine Liste aller wichtigen Neuerungen in Ultimate 3D 2.0:
- Die Möglichkeit, effizient Primitiven zu erzeugen
- Es wird eine Vielzahl von (animierten) 3D-Modelldateien unterstützt:
  - Anim8or-Dateien(*.an8)
  - 3D-Studio-Max-Modelle (*.3ds)
  - Quake-II-Dateien (*.md2)
  - DirectX-Dateien(*.x)
  - MilkShape-3D-Modelle(*.ms3d)
  - Das Ultimate-3D-Modellformat, *.u3d
- "Vertex tweening", eine Technik, um framebasierte Animationen geschmeidig zu machen
- Licht- und Nebelsystem
- Unterstützung von Himmelstexturen ("Sky spheres", "Sky cubes")
- Funktionen, um 2D-Grafiken und Text zu zeichnen
- Automatische Generierung von LoDs (Level of Detail)
- Die Möglichkeit, Modelle in Echtzeit zu verändern
- Cel Shading (oder Toon-Shading) eine Technik zum Rendern in Comic-Stil
- Mit Environment Mapping können Spiegeleffekte simuliert werden
- Das Ultimate-3D-Effekt-Dateiformat (*.ufx)
- Unterstützung für Post-screen Shader
- Generierung von Echtzeitschatten
- Ein System, große Landschaften effizient zu rendern
- Ein komplexes Partikeleffektesystem
- Mathematische Funktionen für 3D-Berechnungen
- Eine Raumengine für einfaches Culling
- Unterstützung von Vollbild-Antialiasing

## Spiele
Es gibt einige Spiele, die Ultimate 3D benutzen. Das größte Projekt ist Project Cynthillia, ein MMORPG.